# 슈테판 에버하르터
슈테판 에버하르터(독일어: Stephan Eberharter, 1969년 3월 24일~)는 오스트리아의 은퇴한 알파인 스키 선수로 올림픽과 세계 알파인 스키 선수권 대회에서 총 메달 8개를 획득했다. 그는 2002년 동계 올림픽에서 금메달 1개, 은메달 1개, 동메달 1개를 획득했으며, 세계 선수권 대회에서 금메달 3개를 획득했다. 또한 FIS 알파인 스키 월드컵에서 2회 종합 우승을 차지했으며, 활강 부문 3회, 슈퍼대회전 부문 2회 우승을 차지했다.

## 같이 보기
- FIS 알파인 스키 월드컵